# Peter Worsley
Peter Worsley (* 6. Mai 1924 in Birkenhead; † 15. März 2013) war ein britischer Anthropologe und Soziologe.

## Leben
Nach einer bewegten politischen und anthropologischen Karriere – Worsley arbeitete bei Max Gluckman im Department für Anthropologie in Manchester, forschte in Afrika, Australien, Neuguinea, an der Universität Hull – wurde er der erste Professor für Soziologie an der Universität Manchester, wo er Introducing Sociology, eine Einführung in die Soziologie, herausgab (1970), die ein Bestseller wurde. Er schrieb auch über Marx und Marxismus (1982) und half bei der Übersetzung von Eduardo Archettis Guinea Pigs (Berg, 1997). Seine Themenschwerpunkte bilden die Dritte Welt, der Marxismus und die Dekolonisation.
Worsley war in Manchester Professor bis 1983. Er war von 1971 bis 1975 Präsident der British Sociological Association.
Zu einem Klassiker der Sozialanthropologie zählt seine Studie über Cargo-Kulte in Melanesien, deren allmähliche Entwicklung zu nationalistischen Bewegungen er zeigt. Sie erschien auch auf Deutsch unter dem Titel Die Posaune wird erschallen (The trumpet shall sound, 1957)
Seine Autobiographie erschien unter dem Titel An Academic Skating on thin Ice (2008).

## Zitat
„You’ve one great defect, that you were not trained at Cambridge and know no anthropology.“

## Schriften
- The trumpet shall sound: a study of "Cargo" cults in Melanesia. London: MacGibbon & Kee, 1957 (dt. unter dem Titel: Die Posaune wird erschallen, " Cargo"-Kulte in Melanesien, Frankfurt 1973)
- The Anatomy of Mau Mau (PDF; 69 kB). The New Reasoner Summer 1957 number 1
- The Third World. A.d.R. The Nature of Human Society. Series. Weidenfeld and Nicolson. London 1964
- Profits in the British Economy 1909–1938. Basil Blackwell 1967
- Two blades of grass. Rural cooperatives in agricultural mondernization. Manchester: Univ. P., 1971
- Introducing sociology. 1972 Verlag Penguin
- Inside China. London Allan Lane Penguin 1975
- (Hg.) Problems of modern society. A sociological perspective. Harmondsworth, Penguin, 1973, 2. Auflage
- Marx and Marxism. Key Sociologists. Great Britain Ellis Horwood/Tavistock 1982
- The Three Worlds. Culture and world development. Lond. Weidenf. and Nicolson, 1984
- mit Kofi Buenor Hadjor (eds.): On the Brink: Nuclear Proliferation and the Third World. London: Third World Communications/Kwame Nkrumah House, 1987
- Knowledges – What Different Peoples Make of the World. Profile Books, 1997
- (Übers.) Eduardo P. Archetti: Guinea-pigs: food, symbol and conflict of knowledge in Ecuador. Translated [from the Spanish] by Valentina Napolitano and Peter Worsley. Oxford & New York: Berg, 1997
- An academic skating on thin ice. ISBN 978-1-84545-370-1